# 李存信 (舞蹈家)
李存信（1961年1月26日—），出生於中國山東省青島市郊區的李村人民公社。澳大利亚籍华人，中国芭蕾舞男演员。
李存信被江青派來的人看中，被挑選進入北京舞蹈學院。1979年到美國留學，後與美國女子伊莉莎白結婚，其後二人離婚。
在20世纪70年代，李存信作为一个交换学生加入了休斯顿的Ben Stevenson's芭蕾舞团。他那时开始质疑他对中国共产党的忠诚并和美国舞蹈演员伊莉莎白恋爱。为了留在美国，他们很快得结婚了。李存信想回国探亲但却被中國駐休士頓總領事館扣留。该事件演变成为一个21小时的国际事件。在中国外交人员同美国进行谈判时，美国联邦调查局（FBI）包围了中国驻休斯顿领事馆。李存信最终被同意留在美国，但他的中国国籍被剥夺了。
李存信于1995年移居澳大利亚墨尔本，作为首席艺术家加入澳大利亚芭蕾舞团。他後來與一澳洲女子再婚，38歲結束舞蹈員生涯，改行當股票經紀及作家。2009年，李獲澳洲天主教大學頒發榮譽博士學位。
著有《毛澤東時代的最後舞者》一書（繁體中文版：ISBN 9789571350516；英文版書名：Mao's Last Dancer）。
澳大利亚导演布鲁斯·贝雷斯福德(Bruce Beresford)将其生平拍成同名电影《毛主席最后的舞者》，并于2009年多伦多国际电影节首映。